# Conveni de Bergara
El Conveni de Bergara altrament dit "Conveni d'Oñate" o "Abraçada de Bergara". Conveni firmat a la localitat d'Oñati el dia 29 d'agost de 1839 entre el general liberal Baldomero Espartero i els generals carlins representants del general Maroto. La Torre i Antonio Urbiztondo i que suposà el final de la Primera guerra carlina.
El Conveni quedà ratificat per l'abraçada dels generals Maroto i Espartero produïda el 31 d'agost de 1839 coneguda com l'abraçada de Bergara.
La negociació fou molt difícil, Espartero representava a la reina Isabel II d'Espanya i Maroto al pretendent Carles Maria Isidre de Borbó, oncle d'Isabel. Decisiva fou la intervenció de l'almirall britànic lord John Hay. Maroto i Espartero els unia una relació de camaraderia formada a les guerres d'independència de les colònies d'Amèrica en les quals havien lluitat tots dos.
El Conveni preveia:

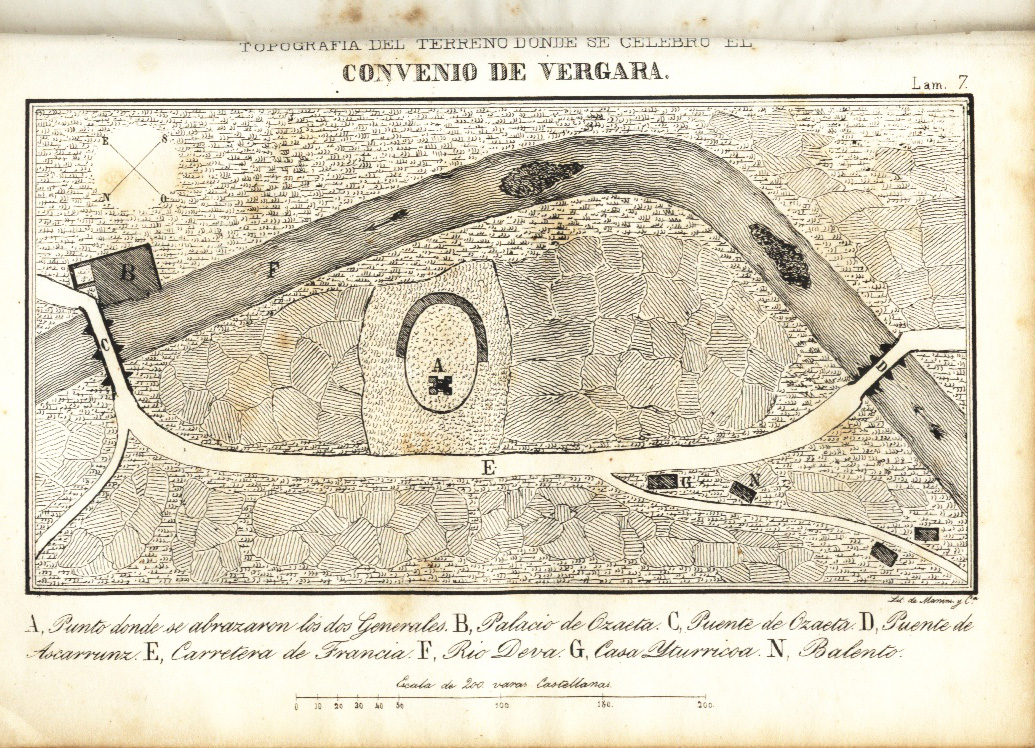
Topografia del terreny on es va signar el Conveni de Bergara

1. Espartero recomanaria al govern proposar a les Corts la concessió o modificació dels furs.
2. Es reconeixerien els graus i condecoracions carlistes.
3. Els militars carlins s'integrarien a l'exèrcit espanyol, respectant la Constitució de 1837.
4. Recepció de sous corresponents.
5. Entrega d'armes i avituallament carlista al general Espartero.
6. Amnistia general pels presoners que acatessin l'acord.
7. Sol·licitud d'Espartero al Govern i d'aquest a les Corts per tal que el Govern atengués als orfes i les viudes del conflicte.

Gran part del comandament i del clergat carlí va rebutjar el Conveni de Bergara, ja que l'entengueren com una rendició de la causa carlista.
Espartero rebé els títols de comte de Luchana, Duc de la Victòria i Príncep de Bergara per la seva participació en la finalització del conflicte carlí.

## Curiositat
El Conveni de Bergara fou redactat pràcticament quasi tot pel secretari particular del general Espartero, el general Francisco Linage.